# Assago Milanofiori Nord
Assago Milanofiori Nord è una stazione della linea M2 della metropolitana di Milano.
Serve il comune di Assago, nell'immediato hinterland milanese.

## Storia
Il Consiglio Regionale della Lombardia deliberò nel 2003 il prolungamento della linea M2 verso sud, con la nuova diramazione di Assago Milanofiori Forum.
I lavori veri e propri iniziarono ad ottobre 2005 con la gara d'appalto. >Questi sarebbero dovuti durare 26 mesi, con l'inaugurazione prevista per il 2008. Dopo numerosi ritardi, la stazione venne attivata il 20 febbraio 2011, contemporaneamente alla nuova tratta da Famagosta ad Assago Milanofiori Forum.

## Strutture e impianti
Sorge in via del Bosco Rinnovato, traversa di viale Milanofiori, di fronte al centro multidirezionale di Assago, in un'area attualmente a carattere rurale. Sono tuttavia in costruzione e in progetto numerose strutture, dove troveranno collocazione vari uffici di società nazionali e multinazionali. Tra queste c'è anche il progetto di un grattacielo alto 212 metri che sarà chiamato "MilanOne".
Nei pressi della stazione vi è anche un centro commerciale Carrefour che comprende negozi, uffici, una palestra, un cinema multisala della catena UCI con 10 sale e una libreria.

## Servizi
La stazione dispone di:
- Accessibilità per portatori di handicap
- Ascensori
- Scale mobili
- Emettitrice automatica biglietti
- Servizi igienici
- Stazione video sorvegliata